# Dana Wynter
Dana Wynter (ur. 8 czerwca 1931 w Berlinie, zm. 5 maja 2011 w Ojai w Kalifornii) – brytyjska aktorka urodzona w Niemczech.

## Filmografia
- White Corridors – 1951
- Lady Godiva Rides Again – 1951
- The Woman's Angle – 1952
- Karmazynowy pirat – 1952
- It Started in Paradise – 1952
- Knights of the Round Table – 1953
- The View from Pompey's Head – 1955
- Inwazja porywaczy ciał – 1956
- D-Day the Sixth of June – 1956
- Something of Value – 1957
- Fräulein – 1958
- In Love and War – 1958
- Shake Hands with the Devil – 1959
- Zatopić pancernik Bismarck – 1960
- On the Double – 1961
- The List of Adrian Messenger – 1963
- Companions in Nightmare – 1968
- Port lotniczy – 1970
- Santee – 1973
- The Questor Tapes – 1974
- Samotnik – 1975
- Królewski romans Karola i Diany – 1982
- The Return of Ironside – 1993

## Nagrody
W roku 1955 została wyróżniona Złotym Globem w kategorii Najlepszy kobiecy debiut.